# ام‌وی دربی‌شر
ام‌وی دربی‌شر (به انگلیسی: MV Derbyshire) یک کشتی بود که طول آن ۲۹۴٫۲ متر (۹۶۵ فوت ۳ اینچ) بود. این کشتی در سال ۱۹۷۵ ساخته شد.